# Дейв Макай
Девід (Дейв) Крейг Макай (англ. David Craig Mackay, нар. 14 листопада 1934, Единбург — пом. 2 березня 2015, Ноттінгем) — шотландський футболіст, що грав на позиції захисника. По завершенні ігрової кар'єри — тренер.
Чемпіон Шотландії. Володар Кубка Шотландії. Дворазовий володар Кубка шотландської ліги. Чемпіон Англії. Триразовий володар Кубка Англії. Володар Кубка Кубків УЄФА. Чемпіон Англії (як тренер).

## Клубна кар'єра
У дорослому футболі дебютував 1953 року виступами за команду клубу «Гарт оф Мідлотіан», в якій провів шість сезонів, взявши участь у 135 матчах чемпіонату. За цей час виборов титул чемпіона Шотландії.
Своєю грою за цю команду привернув увагу представників тренерського штабу клубу «Тоттенгем Готспур», до складу якого приєднався 1959 року. Відіграв за лондонський клуб наступні дев'ять сезонів своєї кар'єри. За цей час додав до переліку своїх трофеїв титул чемпіона Англії, ставав володарем Кубка Англії (тричі), володарем Кубка Кубків УЄФА.
Протягом 1968—1971 років захищав кольори команди клубу «Дербі Каунті».
Завершив професійну ігрову кар'єру у клубі «Свіндон Таун», за команду якого виступав протягом 1971—1972 років.

## Виступи за збірну
1957 року дебютував в офіційних матчах у складі національної збірної Шотландії. Протягом кар'єри у національній команді, яка тривала 9 років, провів у формі головної команди країни 22 матчі, забивши 4 голи.
У складі збірної був учасником чемпіонату світу 1958 року у Швеції.

## Кар'єра тренера
Розпочав тренерську кар'єру, ще продовжуючи грати на полі, 1971 року, очоливши тренерський штаб клубу «Свіндон Таун».
Надалі очолював команди клубів «Ноттінгем Форест», «Дербі Каунті», «Волсолл», «Аль-Арабі» (Кувейт), «Аль-Шабаб» (Дубай), «Донкастер Роверз», «Бірмінгем Сіті» та «Замалек».
Останнім місцем тренерської роботи була збірна Катару, яку Макай очолював як головний тренер до 1995 року.
Помер 2 березня 2015 року на 81-му році життя у місті Ноттінгем.

## Титули і досягнення

### Як гравця
- Чемпіон Шотландії: 1957–58
- Володар Кубка Шотландії: 1955–56
- Володар Кубка шотландської ліги: 1954–55, 1958–59
- Чемпіон Англії: 1960–61
- Володар Кубка Англії: 1960–61, 1961–62, 1966–67
- Володар Суперкубка Англії з футболу: 1961, 1962, 1967
- Володар Кубка Кубків УЄФА: 1962–63

### Як тренера
- Чемпіон Англії: 1974–1975
- Володар Суперкубка Англії з футболу: 1975